# Pseudophialosphera
Pseudophialosphera är ett släkte av insekter. Pseudophialosphera ingår i familjen gräshoppor.
Kladogram enligt Catalogue of Life:
| Pseudophialosphera | \| \| Pseudophialosphera severini \| \| \| \| \| \| Pseudophialosphera sylvatica \| \| \| \| \| \| Pseudophialosphera tectifera \| \| \| \| |
|                    | \| \| Pseudophialosphera severini \| \| \| \| \| \| Pseudophialosphera sylvatica \| \| \| \| \| \| Pseudophialosphera tectifera \| \| \| \| |
|                    | Pseudophialosphera severini |
|                    | |
|                    | Pseudophialosphera sylvatica |
|                    | |
|                    | Pseudophialosphera tectifera |
|                    | |